# Aphanelytrum
Aphanelytrum là một chi thực vật có hoa trong họ Hòa thảo (Poaceae).

## Loài
Chi Aphanelytrum gồm các loài: